# Novodvinsk
Novodvinsk (in russo Новодвинск?) è una città della Russia, situata nell'Oblast' di Arcangelo, a 20 chilometri a sud del capoluogo amministrativo della regione, Arcangelo. La città sorge sulla sponda sinistra del fiume Dvina.

## Storia
La città di Novodvinsk è stata fondata nel 1936 con il nome di Vorošilovskij e ha ricevuto lo status di villaggio urbano nel 1941. Nel 1957 è stata rinominata con il nome di Pervomajskij. Nel 1977 ha assunto l'attuale denominazione e ha ottenuto lo status di città.

## Popolazione
Novodvinsk, dal 1989 a oggi, ha avuto un notevole calo demografico: infatti, nel 1989 contava 50.183 abitanti, mentre nel 2007 contava 42.300 abitanti.
| 1959   | 1970   | 1979   | 1989   | 2002   | 2017   |
| ------ | ------ | ------ | ------ | ------ | ------ |
| 16 300 | 34 200 | 47 800 | 50 183 | 43 383 | 38 735 |